# Fournival
Fournival és un municipi francès, situat al departament de l'Oise i a la regió dels Alts de França. L'any 2007 tenia 483 habitants.

## Demografia

### Població
El 2007 la població de fet de Fournival era de 483 persones. Hi havia 168 famílies de les quals 20 eren unipersonals (16 homes vivint sols i 4 dones vivint soles), 44 parelles sense fills, 88 parelles amb fills i 16 famílies monoparentals amb fills.
La població ha evolucionat segons el següent gràfic:
Habitants censats

### Habitatges
El 2007 hi havia 185 habitatges, 167 eren l'habitatge principal de la família, 6 eren segones residències i 12 estaven desocupats. Tots els 185 habitatges eren cases. Dels 167 habitatges principals, 147 estaven ocupats pels seus propietaris, 14 estaven llogats i ocupats pels llogaters i 6 estaven cedits a títol gratuït; 6 tenien dues cambres, 27 en tenien tres, 36 en tenien quatre i 97 en tenien cinc o més. 127 habitatges disposaven pel capbaix d'una plaça de pàrquing. A 62 habitatges hi havia un automòbil i a 103 n'hi havia dos o més.

### Piràmide de població
La piràmide de població per edats i sexe el 2009 era:
| Homes | Edats   | Dones |
| ----- | ------- | ----- |
| 0     | 95 o +  | 0     |
| 0     | 90 a 94 | 0     |
| 0     | 85 a 89 | 0     |
| 0     | 80 a 84 | 4     |
| 4     | 75 a 79 | 8     |
| 4     | 70 a 74 | 4     |
| 4     | 65 a 69 | 0     |
| 16    | 60 a 64 | 8     |
| 12    | 55 a 59 | 8     |
| 8     | 50 a 54 | 16    |
| 4     | 45 a 49 | 8     |
| 24    | 40 a 44 | 28    |
| 28    | 35 a 39 | 16    |
| 20    | 30 a 34 | 36    |
| 8     | 25 a 29 | 20    |
| 16    | 20 a 24 | 12    |
| 16    | 15 a 19 | 20    |
| 36    | 10 a 14 | 8     |
| 16    | 5 a 9   | 36    |
| 12    | 0 a 4   | 28    |

## Economia
El 2007 la població en edat de treballar era de 342 persones, 256 eren actives i 86 eren inactives. De les 256 persones actives 240 estaven ocupades (136 homes i 104 dones) i 16 estaven aturades (11 homes i 5 dones). De les 86 persones inactives 27 estaven jubilades, 34 estaven estudiant i 25 estaven classificades com a «altres inactius».

### Ingressos
El 2009 a Fournival hi havia 171 unitats fiscals que integraven 493 persones, la mediana anual d'ingressos fiscals per persona era de 19.711 €.

### Activitats econòmiques
Dels 11 establiments que hi havia el 2007, 4 eren d'empreses de construcció, 2 d'empreses de comerç i reparació d'automòbils, 1 d'una empresa de transport, 1 d'una empresa d'hostatgeria i restauració, 1 d'una empresa d'informació i comunicació i 2 d'empreses de serveis.
Dels 3 establiments de servei als particulars que hi havia el 2009, 1 era un taller de reparació d'automòbils i de material agrícola, 1 guixaire pintor i 1 fusteria.
L'any 2000 a Fournival hi havia 12 explotacions agrícoles que ocupaven un total de 954 hectàrees.

## Equipaments sanitaris i escolars
El 2009 hi havia una escola elemental integrada dins d'un grup escolar amb les comunes properes formant una escola dispersa.

## Poblacions més properes
El següent diagrama mostra les poblacions més properes.